# Mordellistena edashigei
Mordellistena edashigei is een keversoort uit de familie spartelkevers (Mordellidae). De wetenschappelijke naam van de soort is voor het eerst geldig gepubliceerd in 1956 door Chûjô.